# Каменка (приток Деймы)
Каменка (Каменушка, Мауер Грубе, Мауер) — река в России, находится в Калининградской области. Устье реки находится в 10 км по правому берегу реки Деймы. Длина реки — 23 км, площадь водосборного бассейна — 95,2 км².
- В 8 км от устья, по левому берегу в реку Каменку впадает река Часовенка.

## Данные водного реестра
По данным государственного водного реестра России относится к Балтийскому бассейновому округу, водохозяйственный участок реки — реки бассейна Балтийского моря в Калининградской области без рек Неман и Преголя. Относится к речному бассейну реки Неман и рекам бассейна Балтийского моря (российская часть в Калининградской области).
Код объекта в государственном водном реестре — 01010000312104300010557.

## Топографическая карта
- Лист карты N-34-43 Полесск. Масштаб: 1 : 100 000. Состояние местности на 1987 год. Издание 1996 г.